# 丘吉尔战时办公室
丘吉爾戰時辦公室（英語：Churchill War Rooms）位於英國伦敦，是帝国战争博物馆五大分館之一。博物館由兩大核心構成：內閣戰時辦公室——第二次世界大战期間作為英國政府地下指揮中心的完整歷史建築群；以及丘吉爾博物館——展示英國政治家温斯顿·丘吉尔生平的傳記式展館。
戰時辦公室深藏於西敏市白廳區財政部大樓地下，1938年秘密始建，1939年8月27日（即英國對德宣戰前一週）全面投入運作。這座地下堡壘在二戰時期持續運作，直至1945年8月大日本帝國無條件投降後廢棄。
戰後，戰時辦公室的歷史價值得到認可，先後由工務部、环境、食品和乡村事务部負責保護管理。此期間僅限極少數公眾通過預約參觀。1980年代初，帝國戰爭博物館接管遺址後，於1984年4月正式向公眾開放。2005年經重大改造後以「丘吉爾博物館暨內閣戰時辦公室」之名重新開放。2010年，博物館簡化為現名。

## 建造

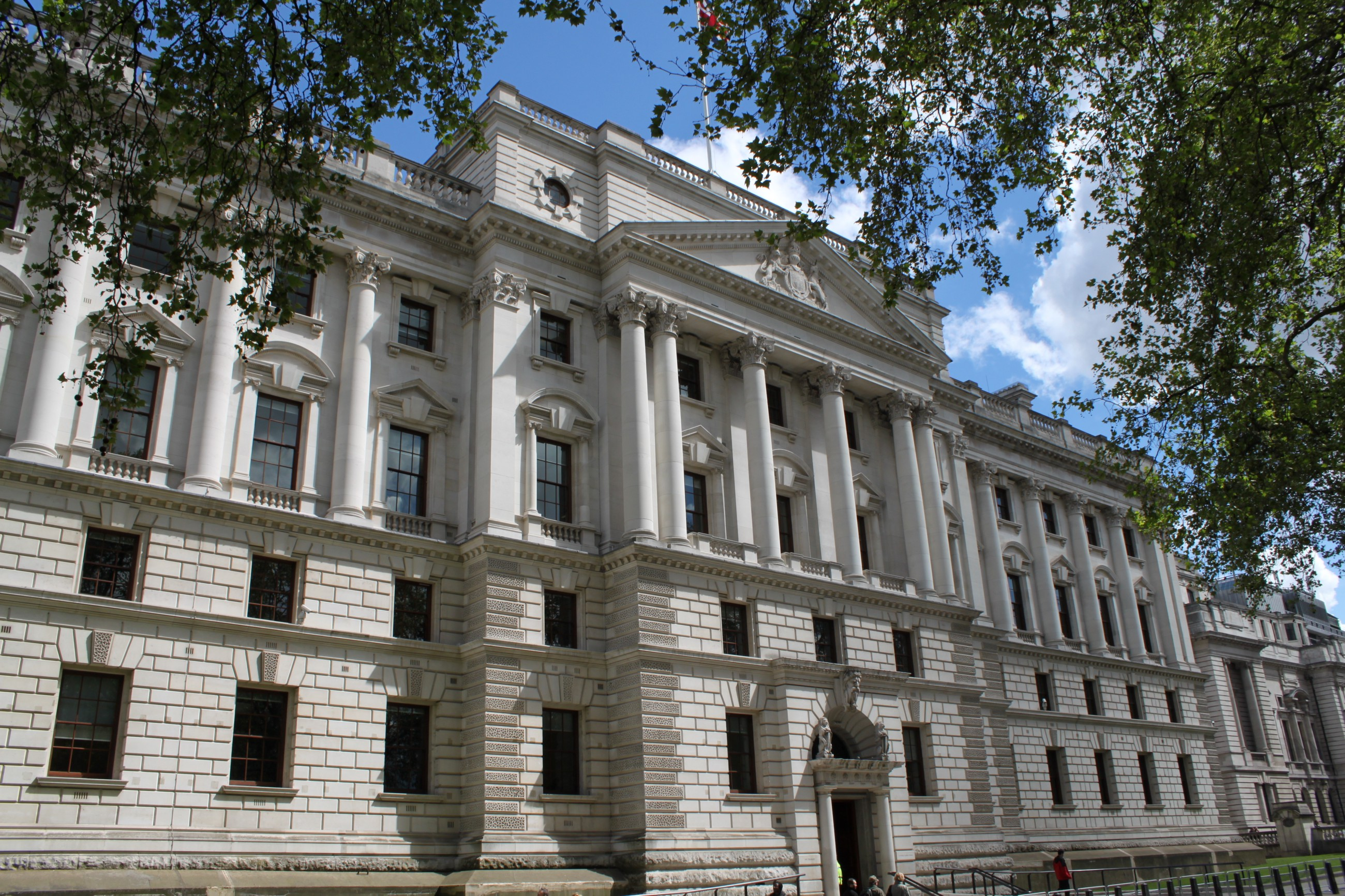
新政府辦公樓，其地下室被工務局定為臨時緊急政府中心的最佳選址

1936年，負責管理英國皇家空軍的政府部門——空軍部預測，一旦戰爭爆發，敵軍對倫敦的空襲可能造成每週高達20萬人的傷亡:15。1937至1938年間，由沃倫·費舍爾（Warren Fisher）和詹姆斯·雷（James Rae）爵士領導的政府委員會相繼提出，核心政府部門應疏散至倫敦郊區，非必要機構則需遷往英格蘭中部或西北地區:22-23。在此疏散計劃全面實施前，帝國國防委員會副秘書長黑斯廷斯·伊斯梅爵士於1938年3月下令，由工務局對白廳區進行緊急勘察，以選定合適地點，在轟炸期間設立臨時緊急政府中心:8-9。儘管這類應急設施在當今政府運作中已屬常態，但對當時的英國政府而言卻屬首創——從選址標準、建築形制到功能配置均無先例可循:7。同年5月，當德軍在捷克斯洛伐克邊境集結之際:8-9，工務局最終確定將新政府辦公樓地下室作為最佳選址:23。這座建築位於国会广场附近、毗鄰騎兵衛隊路與記利佐治街交叉口，其採用的混凝土框架結構，有效防止建築物在遭遇炸彈直接命中後整體坍塌。
1938年6月，在伊斯梅爵士和萊斯利·霍利斯爵士的監督下，新政府辦公樓地下室的改造工程正式啟動。這項工程包含四大關鍵改造：安裝軍用通訊與廣播設備、加裝隔音系統、改造通風設施、進行結構加固:28-29。由於戰時辦公室所處位置低於泰晤士河水平面，工程人員特別設置了防洪閘門和排水泵組以防河水倒灌:10。與此同時，至1938年夏季，陸軍部、海軍部、空軍部已聯合構想出「中央戰時辦公室」（Central War Room）的運作機制，以便實現三軍參謀長之間的實時戰術研討與聯合作戰決策:17-18。
由於英國戰時最高決策權歸屬文官政府體系，內閣（或其精簡後的戰時內閣）必須與軍方高層保持緊密聯繫；這意味著內閣的辦公地點必須毗鄰軍方中央戰時辦公室:18。1939年5月，政府最終決定將戰時內閣直接設於該地下指揮中心內:23。隨著戰爭陰雲密佈，1939年8月27日，在郊區防護設施尚未完工的緊急情況下，辦公室提前投入運作，而這距離9月1日德國入侵波蘭、9月3日英國對德宣戰僅數日之隔:8-9。

## 戰時使用

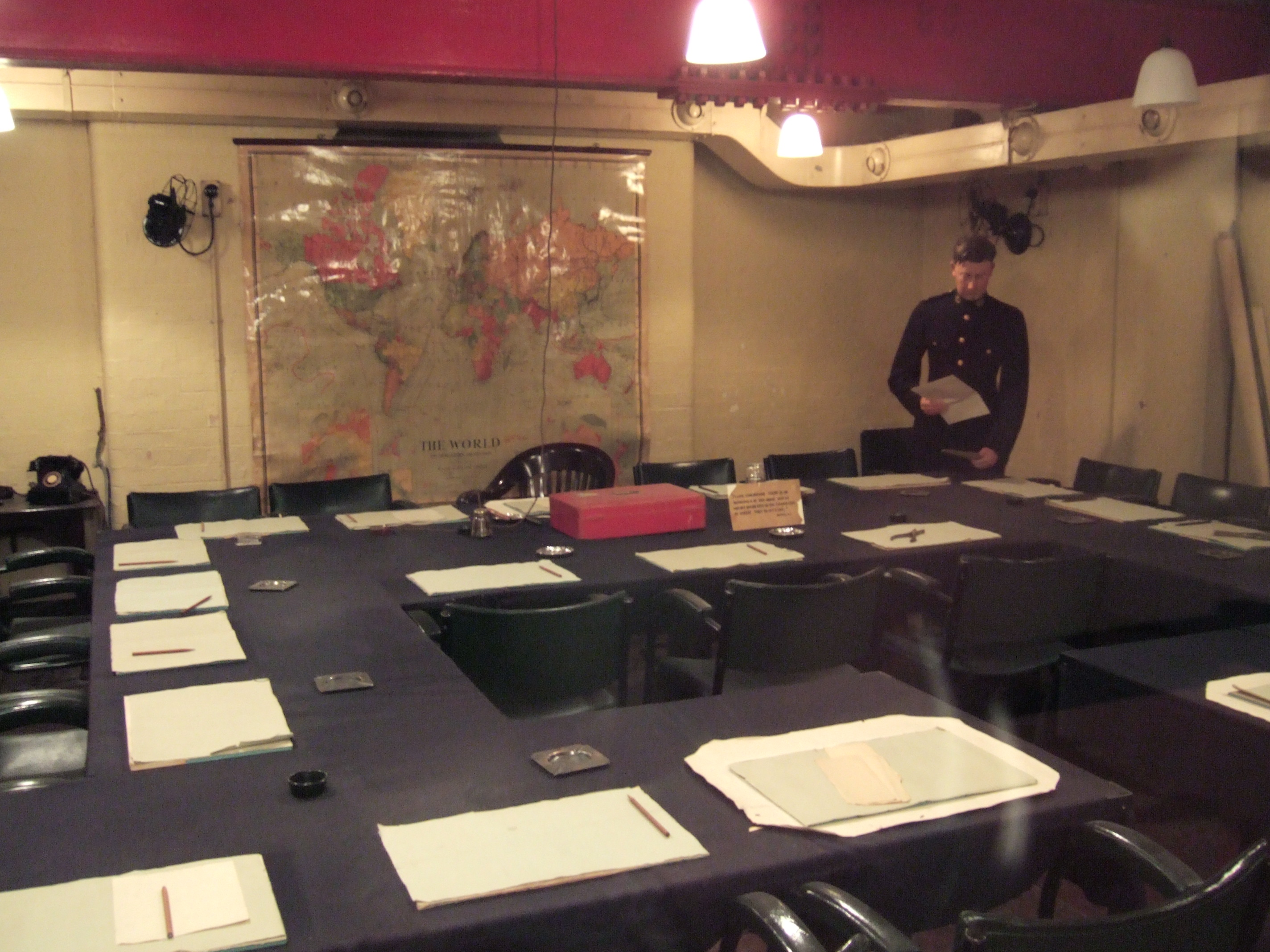
會議室

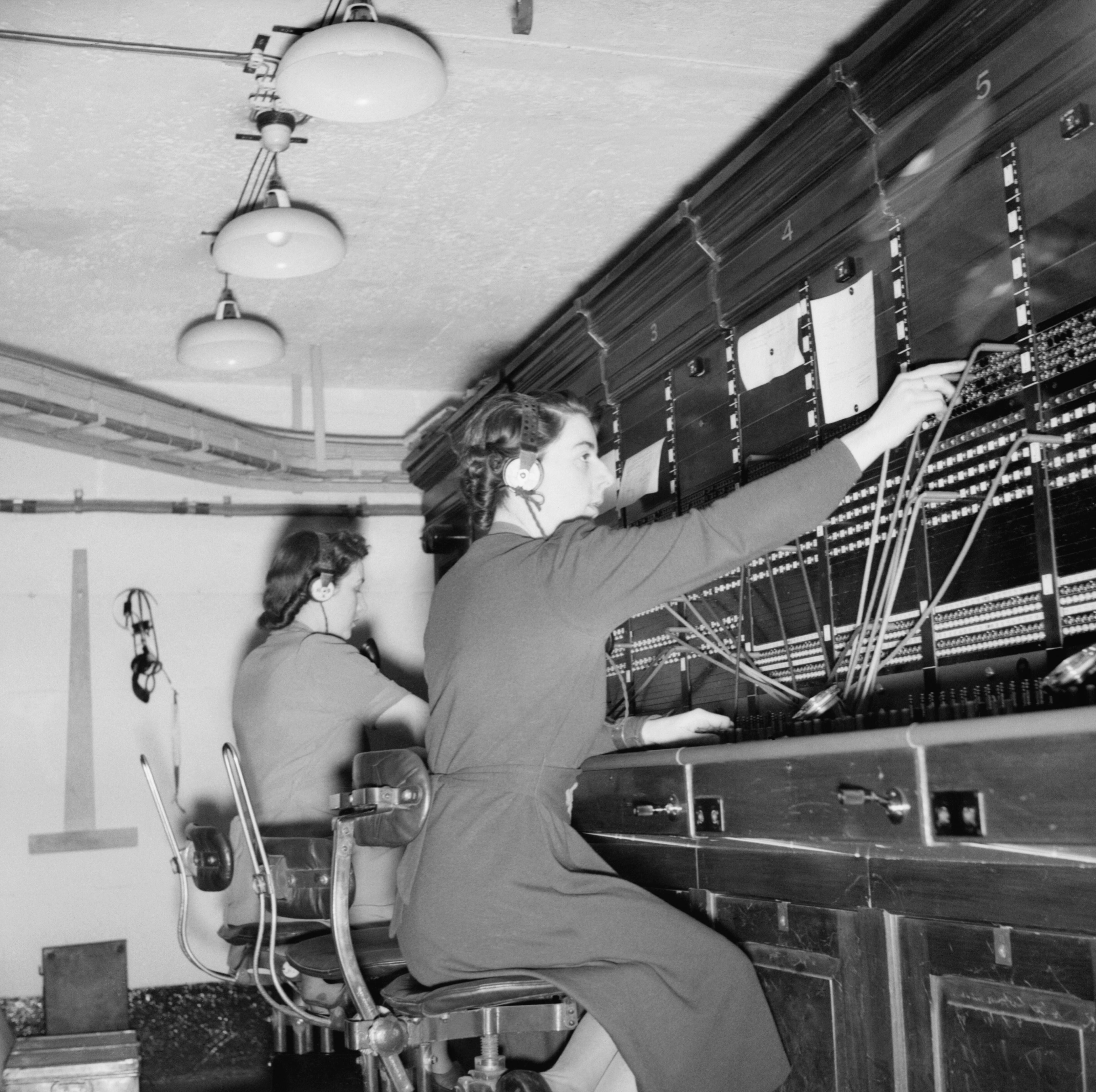
當時的接線員忙於操作電話總機

工作人員通過新政府辦公樓正門進入內閣戰時辦公室，經由15號樓梯下行後，即可抵達毗鄰丘吉爾廚房的入口區域:26。運作期間，辦公室兩個區域變得尤其重要：其一是全天候運作的作戰地圖室，這裡由海陸空三軍軍官輪班值守，同時肩負著為國王、首相及三軍參謀長製作每日軍情簡報的重任:13。其二是內閣會議室——首相與其核心幕僚在此與三軍參謀長舉行戰略會議:28。保密工作極為嚴密，會議期間門外會派駐兩名哨兵，討論有時持續至凌晨時分:28。1940年5月10日法國戰役爆發前，時任首相内维尔·张伯伦的戰時內閣僅於1939年10月在此召開過一次會議:42。温斯顿·丘吉尔就任後，於1940年5月親臨該會議室宣告：「我將在這裡指揮戰爭。」:55據統計，戰時內閣共在此召開115次會議，最後一次舉行於1945年3月28日——當日正值德軍V型導彈轟炸行動終結:5, 19。
1940年10月22日，時值伦敦大轰炸，英國政府決定加裝巨型混凝土防護層，以強化內閣戰時辦公室的防禦能力:67。這道被稱為「厚板」（the Slab）的防護層，厚度達1.5米，經過分階段擴建，至1941年春季已完成全部工程:67, 80:13。防護層的加設也促使政府擴建辦公室，最終面積增至原先的三倍:80。雖然各個功能室在戰爭期間多次調整用途，但整個設施始終配備有工作人員宿舍、高級軍官與內閣大臣專用臥室，以及打字員和電話接線員工作間等基本功能區域:11。60A室和60號右室分別是打字室和電話總機室:36-37。由於當時影印設備簡陋，打字室內常年配備多達11名打字員，手工謄寫會議紀要和報告副本:37。電話總機室是辦公室與外界溝通的橋樑；隨著辦公室擴建，在此處工作的接線員也變得愈來愈多，最終政府不得不另覓房間安置:37。60號左室安放了BBC廣播設備，同時連接了BBC廣播大樓和麥達維爾錄音棚，令首相的演說可以快速擴散至英國以至世界各地:36。
內閣戰時辦公室內還有兩個極具歷史意義的特殊房間——跨大西洋電話室（Transatlantic Telephone Room）與丘吉爾的臥室兼辦公室。1943年起，英美政府秘密安裝一套名為「SIGSALY」的無線通訊加密系統，於倫敦牛津街塞爾福里奇百貨公司地下室與維珍尼亞州五角大楼各設終端機，使丘吉爾能與遠在華盛頓的美國總統富兰克林·德拉诺·罗斯福安全通話。首次加密通話於1943年7月15日成功實現:11。此後，這套革命性通訊系統又擴展至唐寧街10號首相官邸，以及內閣戰時辦公室特建的跨大西洋電話室:7。丘吉爾的臥室兼辦公室於1940年7月27日啟用，室內配備廣播設備——這位戰時首相曾在此發表過四次重要廣播講話，首次播報於1940年9月11日:13。儘管該房間在設計上兼具臥室功能，但丘吉爾極少在地下過夜，反而傾向於返回唐寧街10號，或在位於戰時辦公室正上方的新政府辦公樓10號小居室就寢:80-81:16。其女瑪麗·索姆斯則經常使用為丘吉爾夫人準備的臥室:83。
在內閣戰時辦公室更下層，還隱藏著一個綽號為「船塢」（the Dock）的深層地下室。此處是為值班人員提供的避難休息區，使他們無需在交班後冒著猛烈空襲返家。不過，地下室的居住條件極為惡劣：通風系統徹夜轟鳴作響，老鼠隨處可見，低矮的天花板迫使居住者不得不彎腰行走，廁所僅配備化學廁所而無沖水設施。伊斯梅爵士的私人秘書貝蒂·格林（Betty Green）形容這裡「令人作嘔」。:30-31

## 廢棄與保護
1945年8月15日，隨著大日本帝國無條件投降，這場曠日持久的戰爭終於落下帷幕:22。翌日，作戰地圖室的燈光被永久熄滅，工作人員撤離了他們堅守六年的地下堡壘:22。儘管大部分房間被清空另作他用，但內閣會議室、作戰地圖室、跨大西洋電話室以及丘吉爾的臥室兼辦公室，則因其不可取替的歷史價值而被完整保存下來:22。
戰後，內閣戰時辦公室的維護工作移交至工務部管轄。1948年3月，國會就內閣戰時辦公室是否向公眾開放展開辯論；時任工程大臣、工黨議員查爾斯·基伊明確表示：「將仍在處理機密公務的辦公場所向公眾開放參觀並不可行」。儘管如此，政府仍於3月17日特別為新聞界安排了專場參觀——伊斯梅勛爵親自迎接媒體代表，並由辦公室管理員喬治·蘭斯（George Rance）引導講解。
雖然內閣戰時辦公室未對公眾全面開放，但接受預約參觀，每批僅限少量訪客入內。即便如此，到了1970年代，政府每年仍收到數萬份參觀申請，最終僅能批准約5000人入內:20。與此同時，辦公室內乾燥多塵的環境條件，對室內陳設、珍貴作戰地圖及其他歷史檔案造成不可逆的損害:20。政府曾考慮將文物遷移至國家陸軍博物館或帝国战争博物馆等專業機構，但最終批出7000英鎊專項經費，用於實施原址保護方案:20。辦公室在1975年起改由环境、食品和乡村事务部管理。

## 開放與改造
1974年，英國政府曾主動接洽帝國戰爭博物館，提議由其接管內閣戰時辦公室遺址:20。博物館高層認為遺址具有重大歷史意義，必須妥善保護並向公眾開放；在進行可行性研究後，博物館最終以資源緊絀、無力承擔新分館為由，婉拒了這一提議:20。轉機出現在1981年——素來敬仰丘吉爾的玛格丽特·撒切尔明確表示，希望能在下屆大選前正式開放該遺址:21。於是，政府再次向帝國戰爭博物館發出邀請:21。經反覆磋商，博物館董事會於1982年1月作出決定：在不會動用博物館現有資源的前提下，同意接管遺址:21。根據協議，初期建設資金由環境部承擔，開幕後遺址將以自主營運方式維持財政自給自足:21。1984年4月4日，玛格丽特·撒切尔在丘吉爾家族成員及前戰時內閣工作人員的共同見證下，正式為辦公室遺址揭幕，向公眾開放:21。初期，該遺址由帝國戰爭博物館代環境部管理；至1989年，管理權正式移交帝國戰爭博物館全權負責:21。
2003年重大擴建後，博物館新增了丘吉爾夫婦及其核心幕僚曾使用的起居套間。這些戰後被拆除改建為儲藏室的房間，耗資750萬英鎊才完成原貌修復。2005年，遺址正式更名為「丘吉爾博物館暨內閣戰時辦公室」（Churchill Museum and Cabinet War Rooms），並再度擴建，其中850平方米區域被改造為丘吉爾生平紀念館。該館通過私人募捐籌集600萬英鎊建設資金，大量運用多媒體技術——核心展項是一張15米長的互動桌，遊客可通過「電子檔案櫃」查閲丘吉爾檔案中心的數碼資料，也可閱覽有關丘吉爾一生的時間軸:47。2006年，該館榮獲歐洲委員會博物館獎。2010年5月，博物館簡化名稱為現時的「丘吉爾戰時辦公室」。
2012年6月，克萊什建築師事務所（Clash Architects）與普萊斯-邁爾斯工程顧問公司（Price & Myers）聯手，重新設計博物館入口區。新入口設於外交、聯邦及發展事務部大樓與財政部大樓之間，外部由多塊4毫米厚的青銅板製成，內部則完整展現了財政部大樓的波特兰石立面。帝國戰爭博物館希望它能成為「一座燈塔，彰顯博物館在英國歷史上的獨特地位」。
2020年至2021年間，適逢2019冠狀病毒病大流行，帝國戰爭博物館兩度宣佈旗下所有分館閉館，以免公眾聚集。

## 備註
1. ↑  例如，代號「圍場」的作戰室設施位於倫敦西北部多利斯山，於1940年6月竣工。
2. ↑  即現今英国财政部所在地。[4]
3. ↑  帝國戰爭博物館在1970年代先後接掌兩個分館：它先在1976年接管鄰近劍橋郡杜斯福特（英语：Duxford）的機場（即後來的帝國戰爭博物館杜斯福特分館（英语：Imperial War Museum Duxford）），再在1978年接收退役的貝爾法斯特號輕巡洋艦。

## 外部連結
- 官方網站（英文）
- WW2: Parliament Secret Sessions – UK Parliament Living Heritage（英文）